# St. Georg (Mitterfels)
Die römisch-katholische Kirche St. Georg ist ein spätbarockes Bauwerk in Mitterfels, einem Markt im niederbayerischen Landkreis Straubing-Bogen. Sie ist dem Heiligen Georg geweiht. Das Bauwerk von 1734 steht unter Denkmalschutz.

## Lage
Die Kirche steht 406 m ü. NN auf einer platzartigen Erweiterung der Burgstraße, durch den Halsgraben von der südlich gelegenen Burg Mitterfels getrennt, zu der man östlich vorbei an der Kirche über eine Brücke gelangt. St. Georg prägt das Ortsbild im Dorfkern.

## Orgel

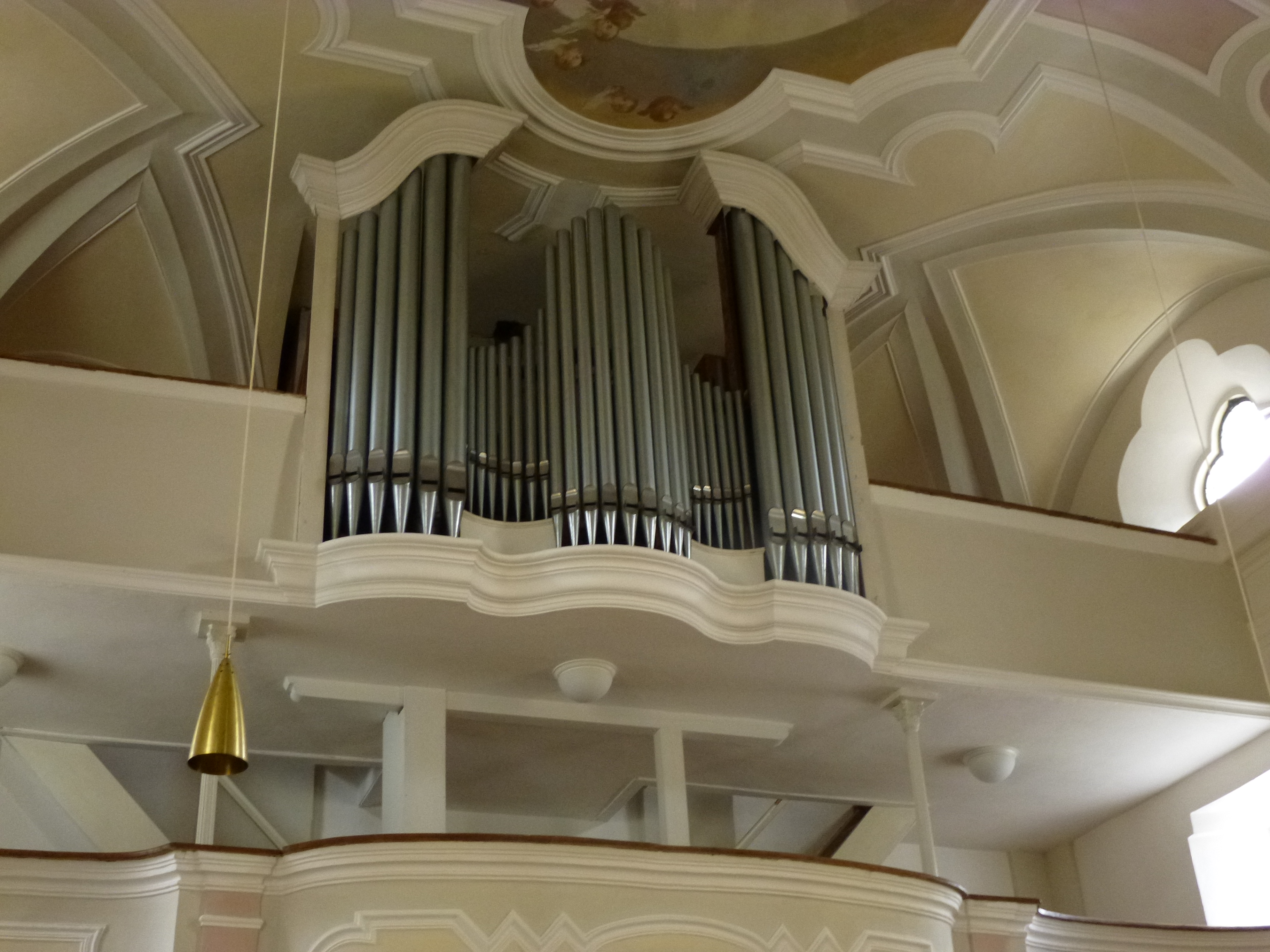
Orgel der Georgskirche

Die Orgel wurde 1948 von der Orgelbauwerkstatt Eduard Hirnschrodt (Regensburg) erbaut. Das Instrument hat zwölf Register auf zwei Manualen und Pedal.

## Geschichte

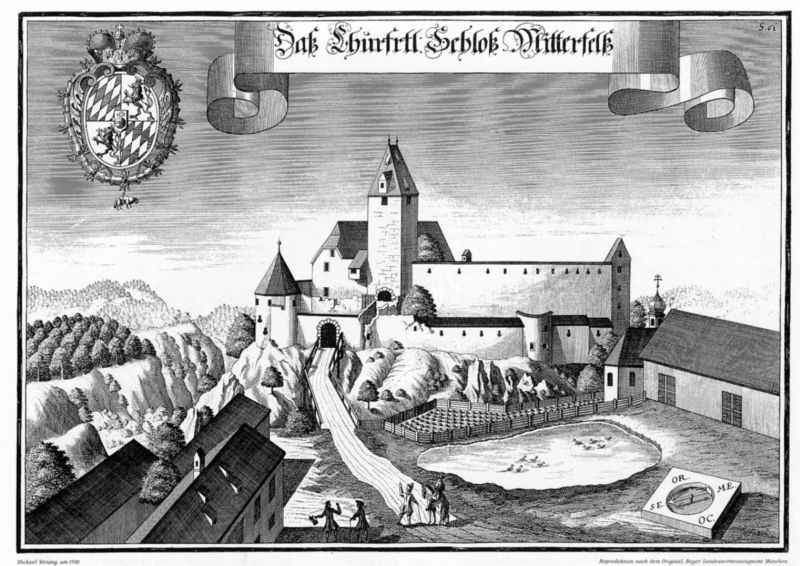
Schloss Mitterfels mit Kapelle
(Stich von Michael Wening um 1710)

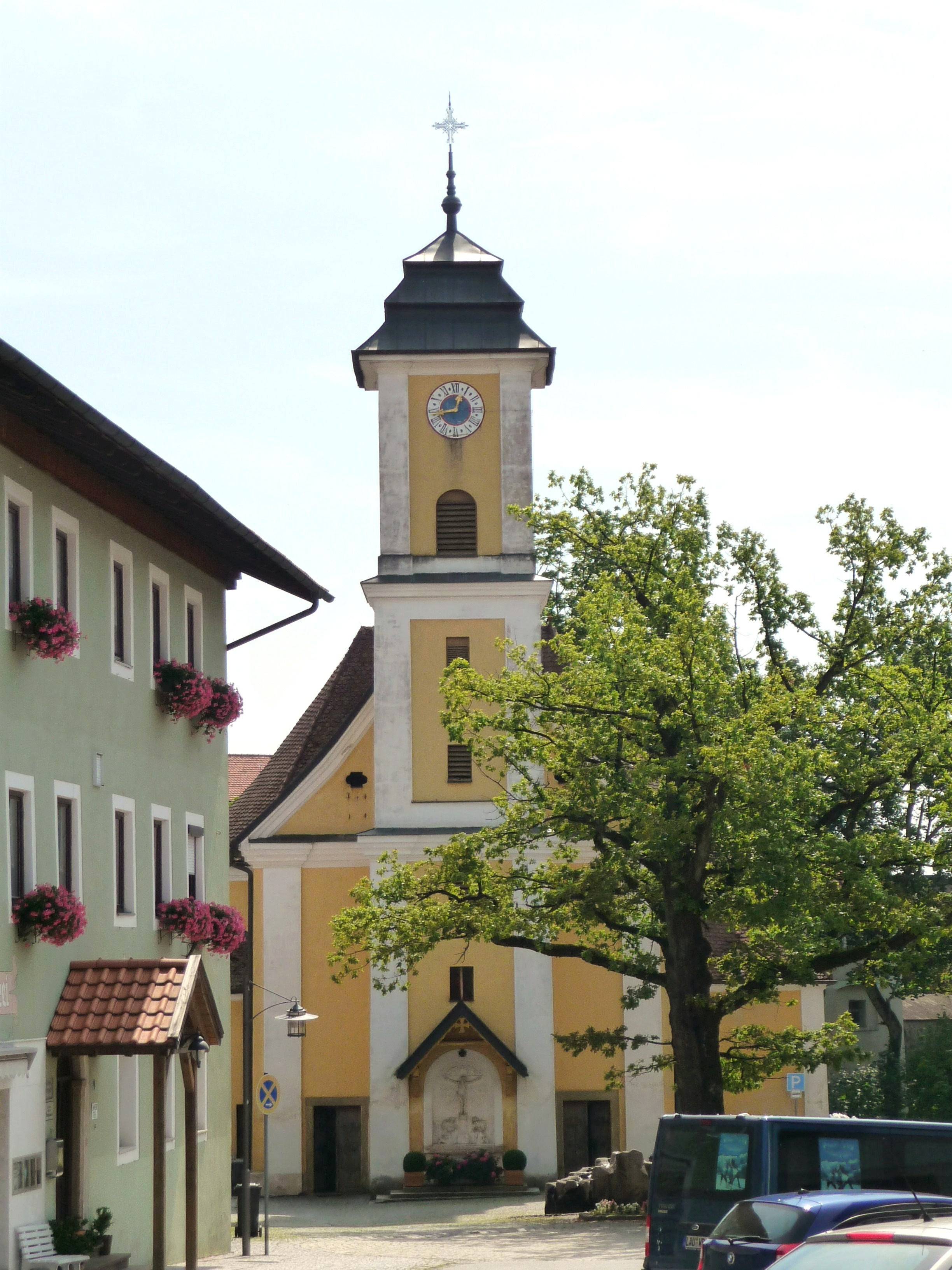
Ansicht von Nordwest

St. Georg in Mitterfels wurde 1734 als Schlosskirche im Stil des Spätbarock als Ersatz für die baufällige Schlosskapelle der Burg Mitterfels neu errichtet. Nach der Fertigstellung wurde sie am 6. September 1734 einfach geweiht, die Konsekration erfolgte erst am 17. Juni 1873 durch Bischof Ignatius von Senestrey. 1824 wurde der Turm fertiggestellt, der aus finanziellen Gründen bei der Erbauung der Kirche nur bis zum First ausgeführt wurde. Bis zur Säkularisation war St. Georg eine Filialkirche in der Klosterpfarrei Kreuzkirchen, zu der neben Mitterfels die Orte Scheibelsgrub, Weingarten und Kreuzkirchen gehörten. Im Jahr 1803 wurde das Kloster Oberalteich aufgelöst, das bisher die Pfarrei Kreuzkirchen mit der dortigen Pfarrkirche St. Margarita versehen hatte. 1808 erfolgte die Verlegung des Pfarrsitzes von Kreuzkirchen nach Mitterfels. St. Georg wurde daraufhin zur Pfarrkirche der Pfarrei Mitterfels erhoben. Sie blieb Pfarrkirche bis 1970, als die neugebaute Heilig-Geist-Kirche die römisch-katholische Pfarrkirche von Mitterfels wurde.

### Vorgängerbau
Die genaue Lage des Vorgängerbaus, der ebenfalls als St. Georg bezeichneten Schlosskapelle, ist nicht belegt. Im Plan des Neubaus wird von einem „Platz 8 bis 10 Schritt vom vorigen“ gesprochen. Nach der Darstellung im Stich von Michael Wening wird die Lage der Schlosskapelle südwestlich des Baus von 1734 angenommen. Mit der Beurteilung „die Schloßkapelle ist ein alt und baufällig Werk und so engfängig, daß sie kaum hundert Personen fassen kann, aber 300 kommen …“ erteilt das Ordinariat am 14. Mai 1732 die Erlaubnis zu Abbruch, Transferierung und Neubau an einem anderen Ort.